# Prestige Projects UK
Prestige Projects UK war ein britischer Hersteller von Automobilen.

## Unternehmensgeschichte
John Sembi gründete 2003 das Unternehmen in Birmingham in der Grafschaft West Midlands. Er begann mit der Produktion von Automobilen und Kits. Der Markenname lautete Xener. Im gleichen Jahr endete die Produktion. Insgesamt entstanden etwa drei Exemplare.

## Fahrzeuge
Im Angebot stand nur ein Modell. Es war die Nachbildung eines Ferrari F 355 als Coupé. Viele Teile kamen vom Toyota MR 2.